# Amédée Louis Michel Lepeletier
Amédée Louis Michel Lepeletier, conte di Saint Fargeau (Parigi, 9 ottobre 1770 – Saint-Germain-en-Laye, 23 agosto 1845), è stato un entomologo francese.

## Biografia
Figlio del barone di Péreuse - primo presidente del Parlamento di Parigi - e fratello minore di Louis-Michel Lepeletier (1760-1793) membro degli Stati Generali, Amédée Lepeletier non seguì la carriera politica e preferì invece dedicarsi totalmente all'entomologia.
Fu l'autore dell'Histoire naturelle des insectes hyménoptères, che comparve nelle Suites à Buffon, anche se il quarto ed ultimo tomo venne terminato da Gaspard Auguste Brullé (1809-1873). Un'opera fondamentale, poiché si trattava del primo studio generale sugli Imenotteri e contava ben 2.500 pagine. In questo lavoro Lepeletier descrisse molte sottospecie di  Apis mellifera quali, ad esempio, l'Apis mellifera scutellata, l'Apis mellifera lamarckii e altre.
Con Jean Guillaume Audinet-Serville (1775-1858) firmò diversi articoli sugli insetti per l'Encyclopédie methodique.
Fu nominato archivista della Società entomologica di Francia nel 1832 e l'anno seguente ne divenne presidente, mantenendo questa carica sino alla morte. Fu anche membro di numerose Società scientifiche, fra cui la Società di Storia naturale di Mosca.

## Opere
- Histoire naturelle des insectes. Hyménoptères. Ediz. Roret, Parigi, 1836–1846.  (in collab. con Gaspard Auguste Brullé).
- Memoires sur le G. Gorytes Latr. Arpactus Jur. Parigi, 1832.
- Monographia tenthredinetarum, synonimia extricata. Levrault, Parigi 1823–1825.
- Mémoire sur quelques espéces nouvelles d'Insectes de la section des hyménoptères appelés les portetuyaux et sur les caractères de cette famille et des genres qui la composent. Parigi, 1806.
- Défense de Félix Lepeletier. Vatar, Parigi, 1796-1797.